# Conny Méndez

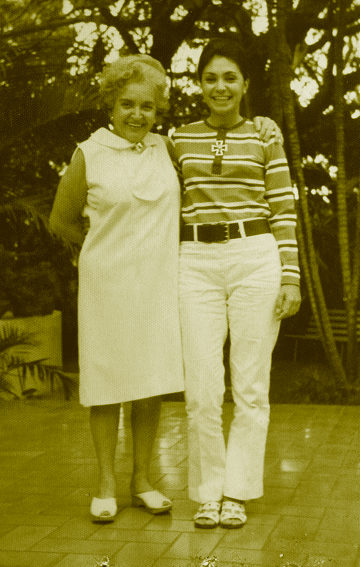
Conny Méndez, links

Juana María de la Concepción Méndez Guzmán (* 11. April 1898 in Caracas; † 26. November 1979 in Miami) war eine venezolanische Schauspielerin, Malerin und Karikaturistin, Schriftstellerin und Komponistin und Begründerin des Movimiento de Metafísica Cristiana.
Conny Méndez war die Tochter des Schriftstellers und Lyrikers Eugenio Méndez y Mendoza. Sie besuchte das Colegio Católico Alemán und das Colegio San José de Tarbes in Caracas und setzte ihre Ausbildung am Colegio Sagrado Corazón und dem Manhattan College of New York fort. Sie studierte dann Bildhauer in der Art Students League und Musik an der New York School of Music. Sie arbeitete dann als Journalistin für die Zeitschrift Nos-Otras, später als Redakteurin für Elite.
Mehrere Jahre arbeitete sie als Produzentin, Regisseurin und Schauspielerin in Theateraufführungen im Caracas Theater Club, dem Caracas Little Theater und dem Teatro Hispano del Theater Club zu Gunsten des Internationalen Roten Kreuzes mit. Zu komponieren hatte sie bereits als Kind begonnen. Ihre ersten Lieder, zu denen sie auch die Texte selbst schrieb, waren La niña luna und Soñé. Beide wurden 1935 von Isabel Hermoso de Pérez Dupuy mit Erfolg in New York aufgeführt. Zu Vierhundert-Jahres-Feier von Caracas 1967 erschien das Album A mi Caracas, auf dem sie selbst sang und sich mit der Gitarre begleitete. Sie unternahm auch Konzertreisen nach Caracas, New York, Río de Janeiro, London, Buenos Aires, Santiago, Asunción, Lima und Madrid. Zu ihren Kompositionen zählt auch ein Oratorium nach eigenen Texten.
Zwischen 1923 und 1950 arbeitete Méndez zudem als Karikaturistin und veröffentlichte 1931 in Paris das Buch  Bisturí. Später wandte sie sich auch der Malerei zu. 1968 fand eine Ausstellung ihrer Gemälde und Karikaturen in der Galerie El Muro statt.
1946 gründete sie das Movimiento de Metafísica Cristiana in Venezuela und verfasste in der Folgezeit zahlreiche metaphysische bzw. esoterische Schriften, die große Verbreitung in Lateinamerika und den USA fanden, darunter neben einer vierteiligen Metafísica u. a. Te regalo lo que se te antoje, El maravilloso número 7, Piensa lo bueno y se te dará, ¿Quién es y quién fue el Conde de Saint Germain?, El libro de oro de Saint Germain, Luz de los Maestros Ascendidos, Misterios Develados und La Mágica Presencia.

## Weblink
- Homepage von Conny Méndez